# Indywidualne Mistrzostwa Polski na Żużlu 1973
Indywidualne Mistrzostwa Polski na Żużlu 1973 – zawody żużlowe, mające na celu wyłonienie medalistów indywidualnych mistrzostw Polski w sezonie 1973. Rozegrano cztery turnieje ćwierćfinałowe, dwa półfinały oraz finał, w którym zwyciężył Andrzej Wyglenda.

## Finał
- Rybnik, 30 września 1973
- Sędzia: ?

| Msc. | Zawodnik                | Klub           | Pkt |             |  |
| ---- | ----------------------- | -------------- | --- | ----------- |  |
| 1    | Andrzej Wyglenda        | Rybnik         | 15  | (3,3,3,3,3) |  |
| 2    | Jerzy Gryt              | Rybnik         | 14  | (3,2,3,3,3) |  |
| 3    | Bogusław Nowak          | Gorzów Wlkp.   | 11  | (3,1,2,2,3) |  |
| 4    | Edward Jancarz          | Gorzów Wlkp.   | 10  | (w,3,2,3,2) |  |
| 5    | Henryk Glücklich        | Bydgoszcz      | 9   | (2,3,3,d,1) |  |
| 6    | Zbigniew Marcinkowski   | Zielona Góra   | 9   | (2,2,1,1,3) |  |
| 7    | Jan Mucha               | Świętochłowice | 9   | (2,1,2,2,2) |  |
| 8    | Bernard Jąder           | Leszno         | 8   | (1,0,3,3,1) |  |
| 9    | Zenon Plech             | Gorzów Wlkp.   | 7   | (3,2,0,0,2) |  |
| 10   | Paweł Waloszek          | Świętochłowice | 6   | (2,2,2,0,0) |  |
| 11   | Leszek Marsz            | Gdańsk         | 6   | (1,1,0,2,2) |  |
| 12   | Andrzej Tkocz           | Rybnik         | 5   | (1,3,1,0,0) |  |
| 13   | Zdzisław Dobrucki       | Leszno         | 3   | (0,0,1,1,1) |  |
| 14   | Stanisław Kasa          | Bydgoszcz      | 3   | (0,1,d,1,1) |  |
| 15   | Ryszard Fabiszewski     | Gorzów Wlkp.   | 2   | (0,0,w,2,0) |  |
| 16   | Piotr Pyszny            | Rybnik         | 2   | (1,u,1,u,–) |  |
|      | rez. Paweł Protasiewicz | Zielona Góra   | 0   | (0)         |  |